# Atletismo nos Jogos Pan-Americanos de 2015 - 400 m masculino
A competição dos 400 m rasos masculino foi um dos eventos do atletismo nos Jogos Pan-Americanos de 2015, em Toronto. Foi disputada no Estádio CIBC de Atletismo Pan e Parapan-Americano entre os dias 22 e 23 de julho.

## Calendário
Horário local (UTC-4).
| Data        | Horário | Fase      |
| ----------- | ------- | --------- |
| 22 de julho | 11:00   | Semifinal |
| 23 de julho | 19:20   | Final     |

## Medalhistas
| Ouro   | DOM Luguelín Santos |
| Prata  | TTO Machel Cedenio  |
| Bronze | USA Kyle Clemons    |

## Recordes
Recordes mundial e pan-americano antes da disputa dos Jogos Pan-Americanos de 2015.
| Tipo                             | Atleta          | Tempo | Local            | Data                  |
| -------------------------------- | --------------- | ----- | ---------------- | --------------------- |
|                                  | Michael Johnson | 43.18 | Sevilha          | 26 de agosto de 1999  |
| Recorde dos Jogos Pan-Americanos | Ronald Ray      | 44.45 | Cidade do México | 18 de outubro de 1975 |

## Resultados

### Semifinal
| Colocação | Bateria | Atleta          | Nacionalidade            | Tempo | Notas |
| --------- | ------- | --------------- | ------------------------ | ----- | ----- |
| 1         | 1       | Luguelín Santos | DOM República Dominicana | 45.72 | Q     |
| 2         | 1       | Kyle Clemons    | USA Estados Unidos       | 45.75 | Q     |
| 3         | 2       | Nery Brenes     | CRC Costa Rica           | 45.85 | Q     |
| 4         | 2       | Machel Cedenio  | TTO Trinidad e Tobago    | 46.06 | Q     |
| 5         | 2       | Alberth Bravo   | VEN Venezuela            | 46.09 | Q     |
| 6         | 1       | Jarrin Solomon  | TTO Trinidad e Tobago    | 46.16 | Q     |
| 7         | 1       | Hugo de Sousa   | BRA Brasil               | 46.26 | q     |
| 8         | 1       | Winston George  | GUY Guiana               | 46.39 | q     |
| 9         | 2       | Raidel Acea     | CUB Cuba                 | 46.43 |       |
| 10        | 2       | Gustavo Cuesta  | DOM República Dominicana | 46.53 |       |
| 11        | 1       | Philip Osei     | CAN Canadá               | 46.80 |       |
| 12        | 2       | LaToy Williams  | BAH Bahamas              | 46.81 |       |
| 13        | 2       | Marcus Chambers | USA Estados Unidos       | 46.91 |       |
| 14        | 2       | Daniel Harper   | CAN Canadá               | 47.56 |       |
| 15        | 1       | Bralon Taplin   | GRN Granada              | 47.61 |       |
| 16        | 1       | Ramon Miller    | BAH Bahamas              | 48.54 |       |

### Final
| Colocação         | Atleta          | Nacionalidade            | Tempo | Notas                |
| ----------------- | --------------- | ------------------------ | ----- | -------------------- |
| Medalha de ouro   | Luguelín Santos | DOM República Dominicana | 44.56 | Recorde da temporada |
| Medalha de prata  | Machel Cedenio  | TTO Trinidad e Tobago    | 44.70 |                      |
| Medalha de bronze | Kyle Clemons    | USA Estados Unidos       | 44.84 | Recorde pessoal      |
| 4                 | Nery Brenes     | CRC Costa Rica           | 44.85 | Recorde da temporada |
| 5                 | Jarrin Solomon  | TTO Trinidad e Tobago    | 45.20 |                      |
| 6                 | Winston George  | GUY Guiana               | 45.58 |                      |
| 7                 | Hugo de Sousa   | BRA Brasil               | 46.07 |                      |
| 8                 | Alberth Bravo   | VEN Venezuela            | DSQ   |                      |

Legenda
| Recorde mundial                  | Recorde mundial (World record)               |                       | Recorde africano                      | Recorde africano (African) |                                           | Q | Classificado por posição (Qualified) |
| Recorde dos Jogos Pan-Americanos | Recorde pan-americano (Pan-American record)  | Recorde da América    | Recorde da América (Americas)         | q                          | Classificado por melhor tempo (Qualified) |   |                                      |
| Melhor marca do ano              | Melhor marca do ano (World leading)          | Recorde asiático      | Recorde asiático (Asian)              | DNS                        | Não largou (Did not start)                |   |                                      |
| Recorde nacional                 | Recorde nacional (National record)           | Recorde europeu       | Recorde europeu (European)            | DNF                        | Não terminou (Did not finish)             |   |                                      |
| Recorde pessoal                  | Recorde pessoal do atleta (Personal best)    | Recorde da Oceania    | Recorde da Oceania (Oceania)          | DSQ / DQ                   | Desclassificado (Disqualified)            |   |                                      |
| Recorde da temporada             | Recorde da temporada do atleta (Season best) | Recorde sul-americano | Recorde sul-americano (South America) | NM                         | Sem marca (No mark)                       |   |                                      |